# フレキシティ・リンク
フレキシティ・リンク（Flexity Link）は、鉄道車両メーカーのボンバルディア・トランスポーテーションが展開する路面電車ブランド・フレキシティのうち、路面電車と普通鉄道を直通するトラムトレイン向けに開発された車種である。

## 概要・運用
ザールバーン（Saarbahn GmbH）は、ドイツ・ザールブリュッケンを中心とした公共交通網を運営する企業で、軌道交通としてザールブリュッケン市内の路面電車区間からドイツ鉄道に乗り入れ、国境を越えてフランスのサルグミーヌ（Saargemünd）まで向かうトラムトレインの運行を実施している。この路線の開通に合わせ1995年に発注が行われたのが、トラムトレイン用電車として世界で初めて低床構造を採用した部分超低床電車のフレキシティ・リンクである。
ドイツでは路面電車（BOStrab）と普通鉄道（EBO）で異なる規格が用いられている他、電化方式も路面電車は直流電化、ドイツ鉄道は交流電化と異なる。そのため、フレキシティ・リンクはこの双方の規格に対応した構造を有しており、デッドセクションを通過する際に自動的に対応電圧が切り替わる他、電力が回収可能な回生ブレーキも双方の電圧で使用可能となっている。車内は乗降扉が存在する前後車体の連結面寄り、車内全体の48 %が低床構造（床上高さ400 mm）となっている他、乗降扉下部には併用軌道走行時に展開する収納式ステップが設置されており、プラットホームの高さが異なる区間にも対応可能である。主電動機（三相誘導電動機）や制御装置、抵抗器、空調装置などの電気機器はキーペが製造を担当しており、マイクロプロセッサによる自動制御・診断が行われる。
1997年10月24日のザールブリュッケンのトラムトレイン開通と共に15両（1001 - 1015）が営業運転を開始し、2000年に路線延伸に合わせて13両（1016 - 1028）が増備された事で、2020年現在全28両が使用されている。また、カッセルと周辺都市を結ぶトラムトレイン網（レギオトラム）の開通当初、一部車両が貸し出された事もある。ただし2025年以降、ザールバーンも参加する「VDVトラムトレイン・プロジェクト（VDV TramTrain project）」の一環として開発されるトラムトレイン用標準型車両への置き換えが検討されている。

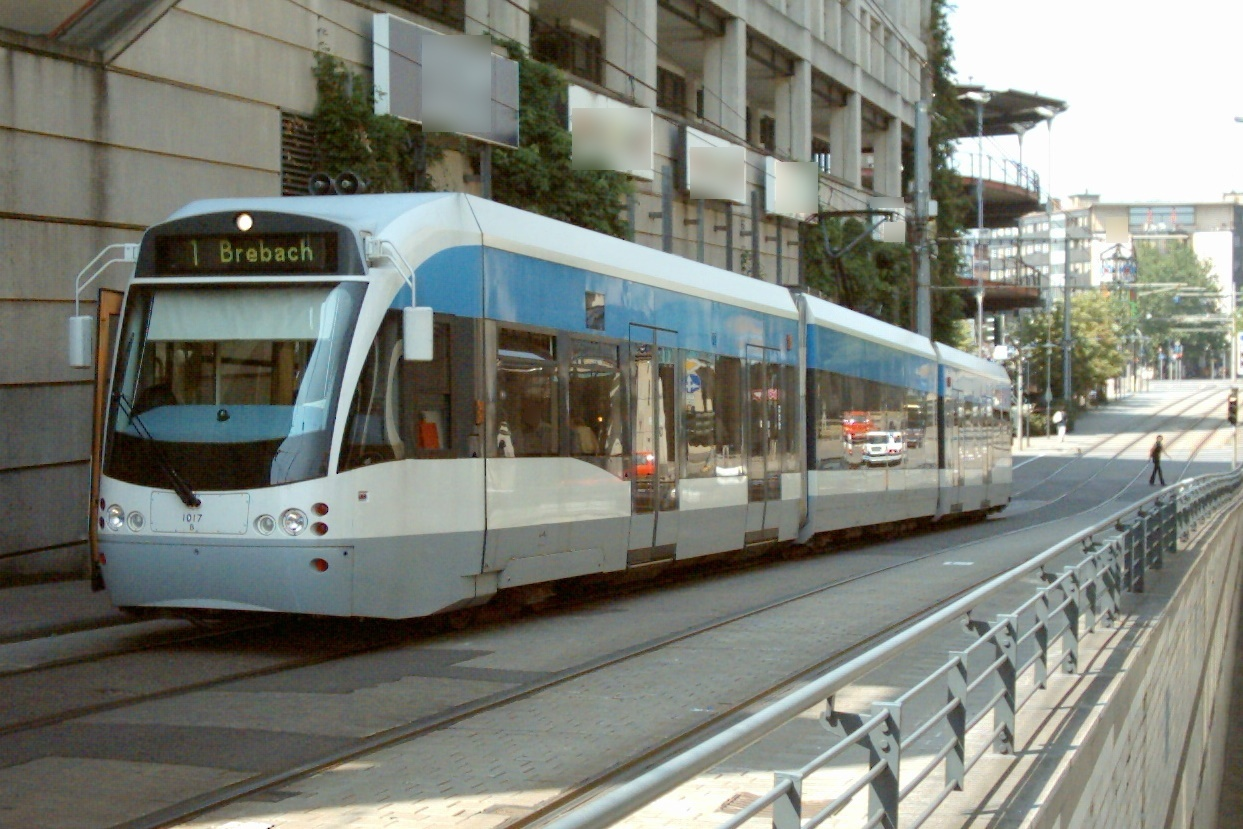
併用軌道上を走る列車（2002年撮影）
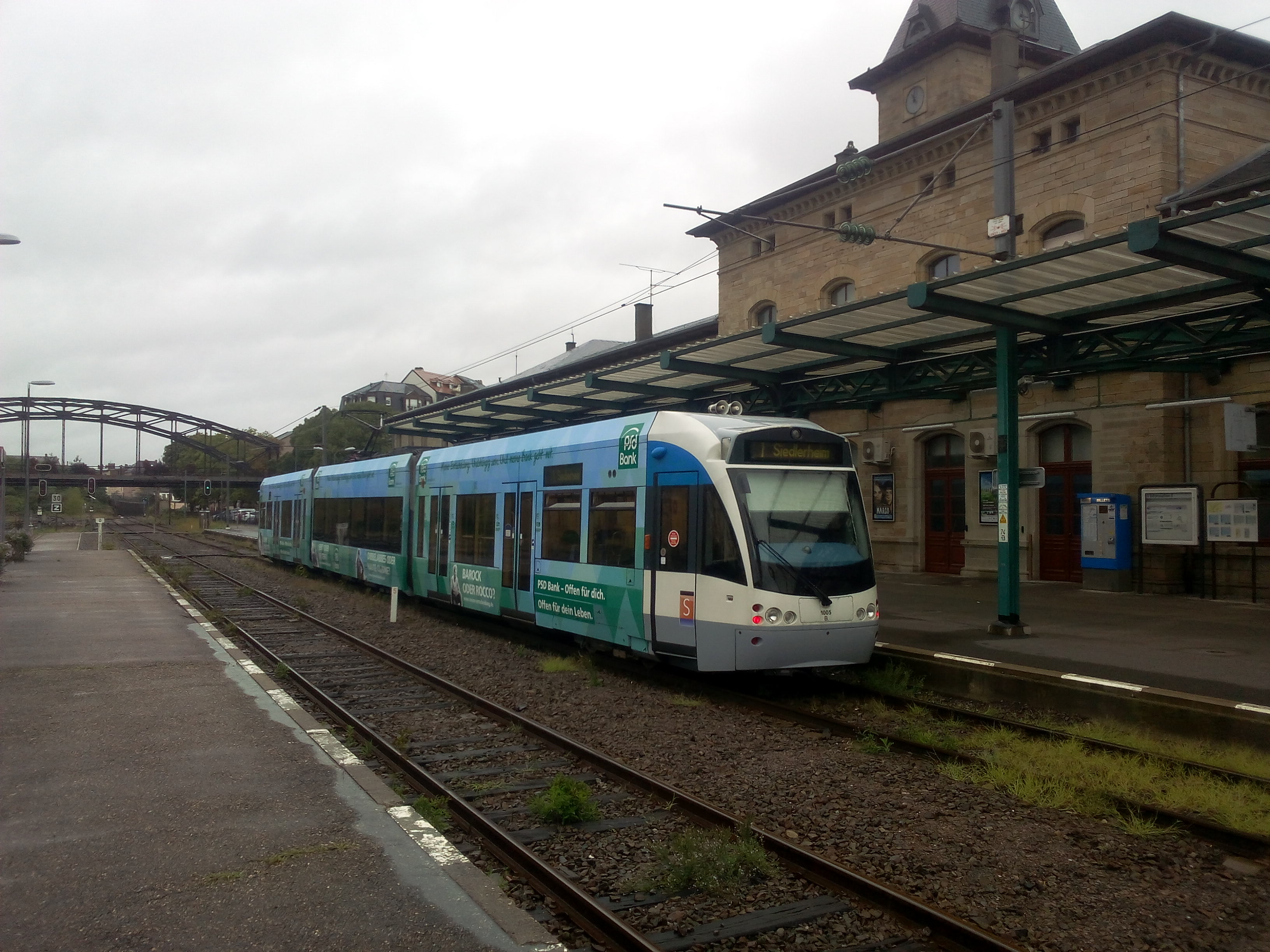
ドイツ鉄道の駅に停車する列車（2015年撮影）
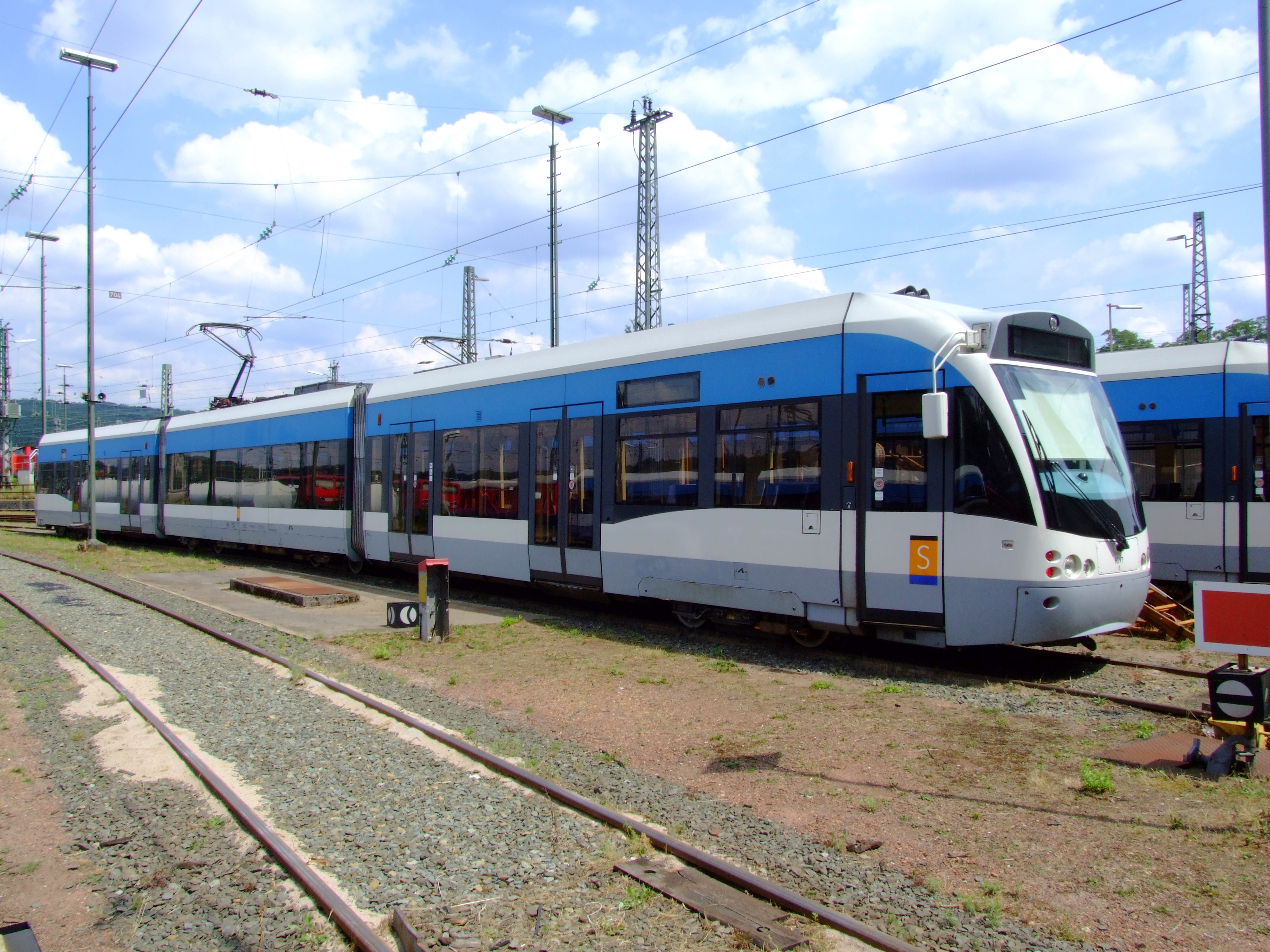
車庫に停車する列車（2008年撮影）

## 参考資料
- 吉見宏「国境を越えるライトレール」『境界研究』、スラブ・ユーラシア研究センター、2013年、19-28頁、ISSN 2185-6125、NCID AA12497681、2020年7月3日閲覧。
- Bombardier (March 2008). Bombardier Transportation Austria GmbH & Co. KG Werks- und Organisationsgeschichte und Produkte (PDF) (Report). 2020年7月3日閲覧。